# Ruoms
Ruoms är en kommun i departementet Ardèche i regionen Auvergne-Rhône-Alpes i sydöstra Frankrike. Kommunen ligger  i kantonen Vallon-Pont-d'Arc som ligger i arrondissementet Largentière. År 2022 hade Ruoms 2 286 invånare.

## Befolkningsutveckling
Antalet invånare i kommunen Ruoms
Referens: INSEE

## Galleri

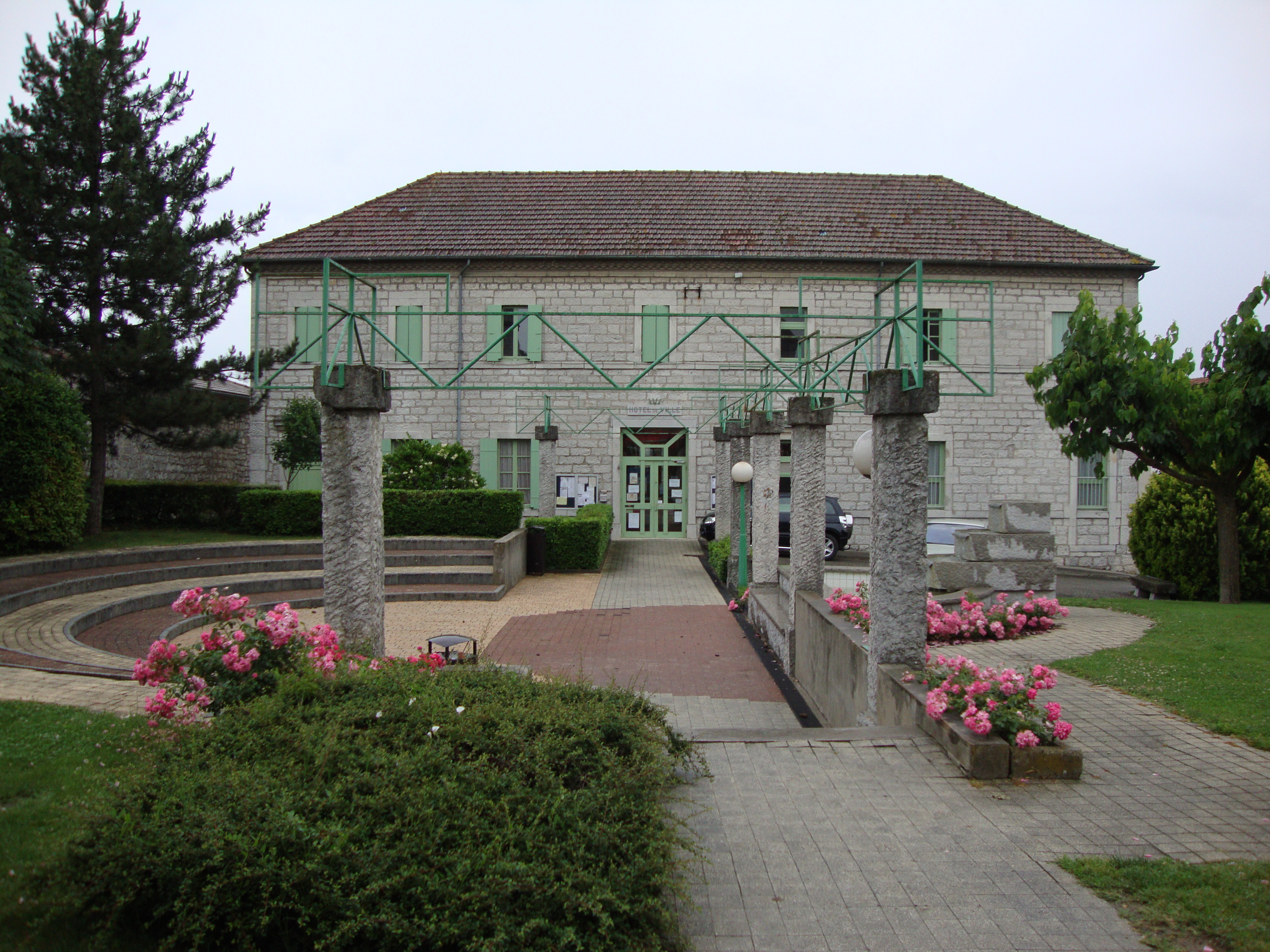
Rådhuset
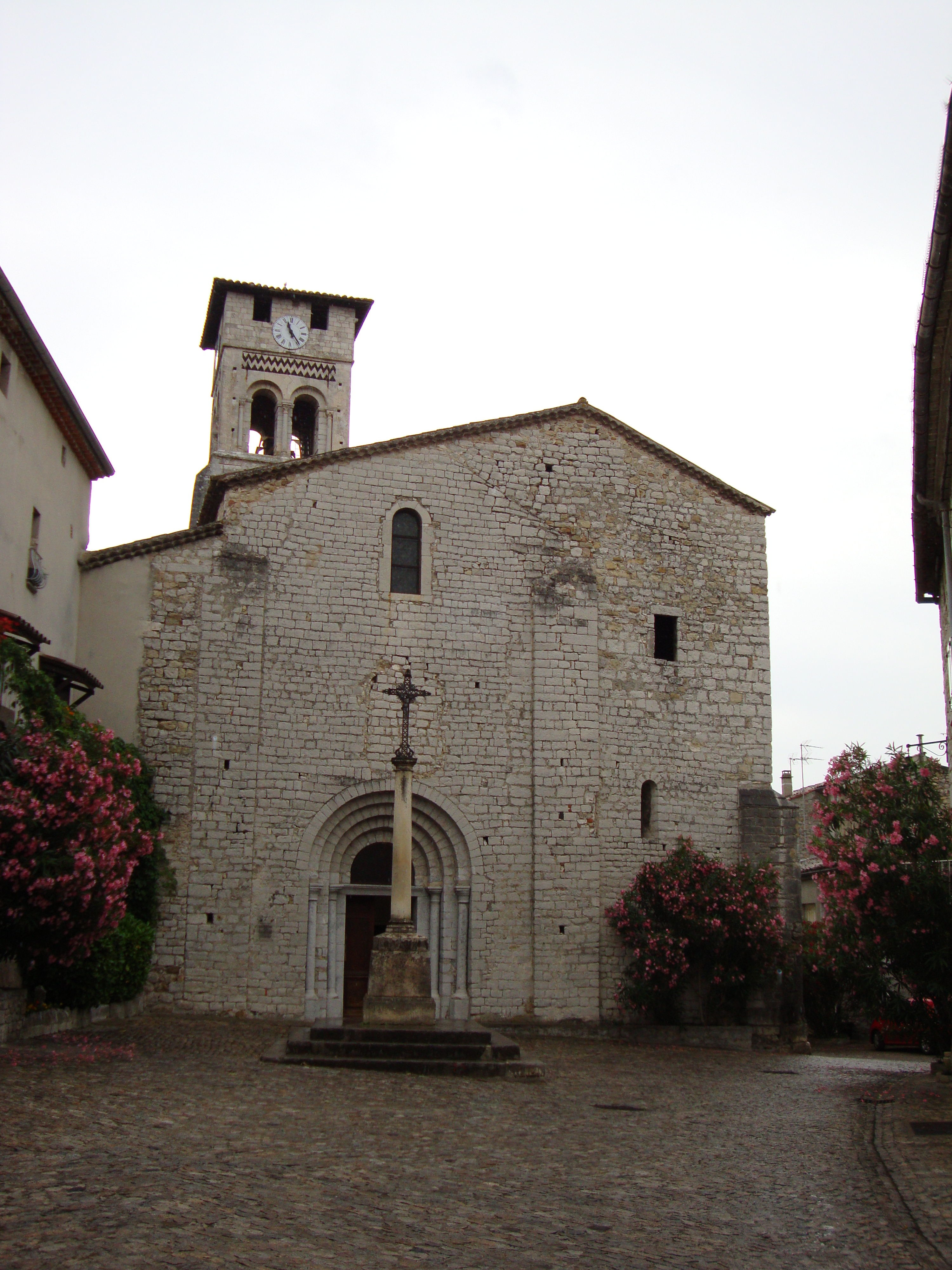
L'église Saint-Pierre
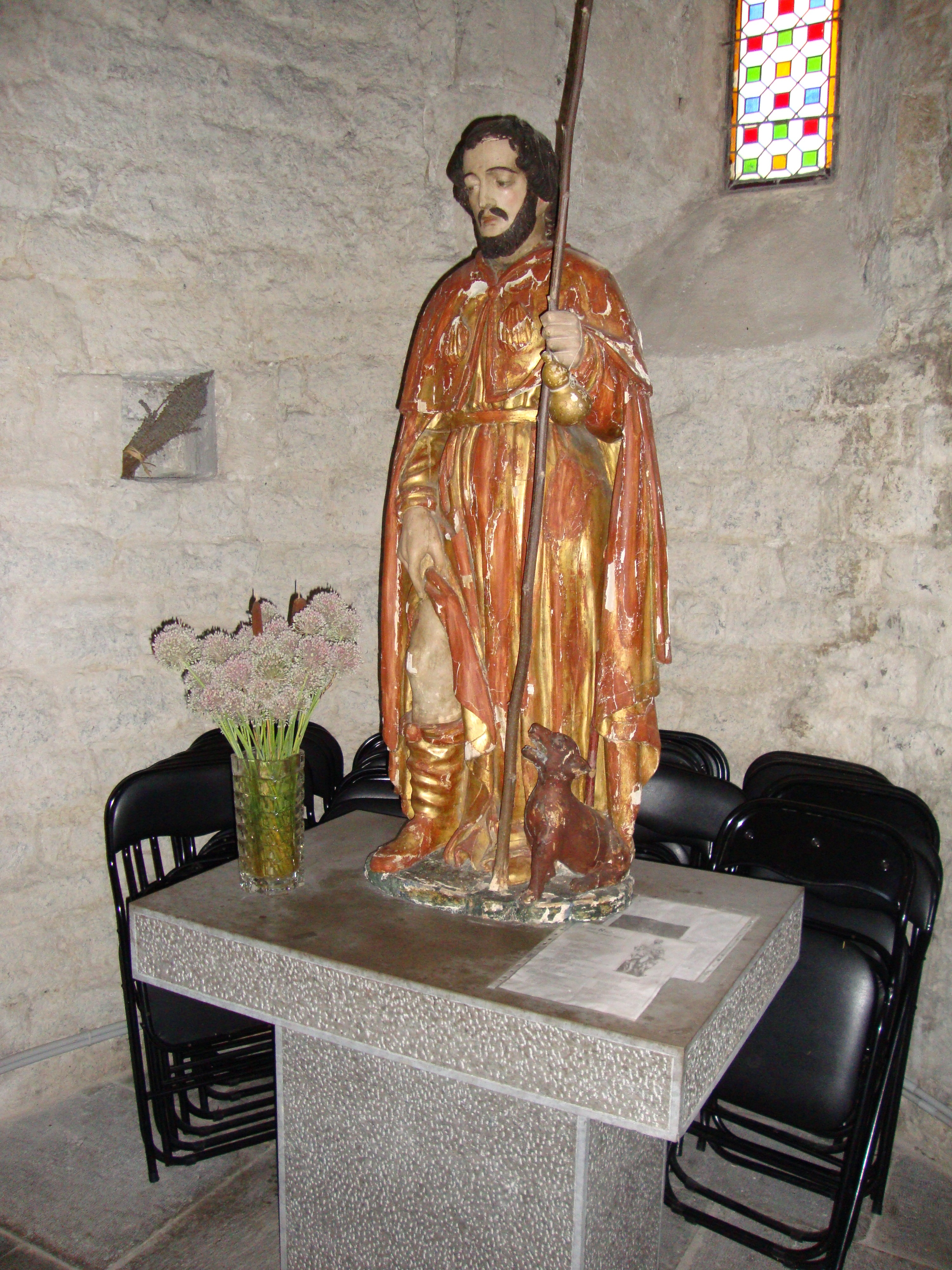
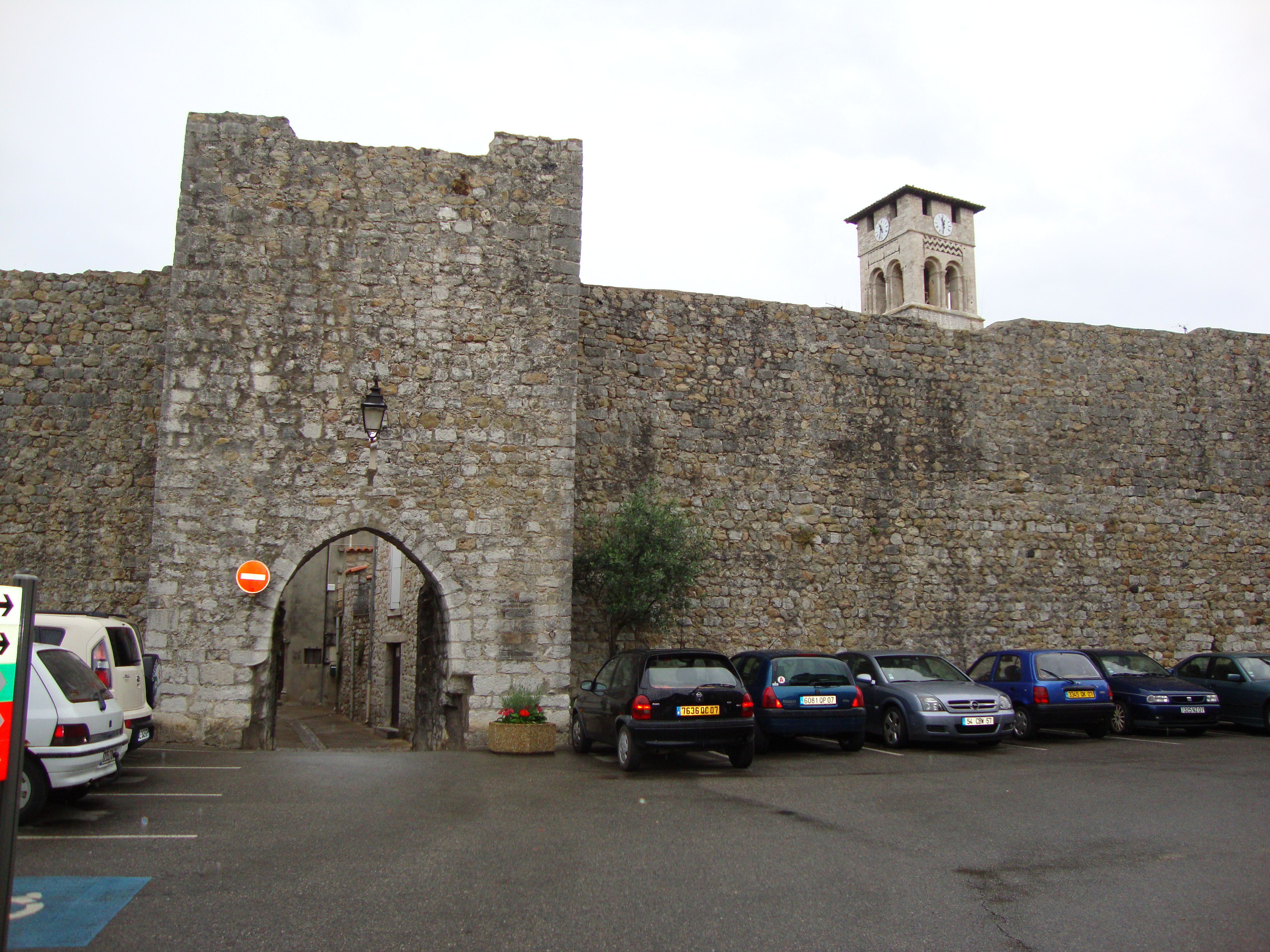
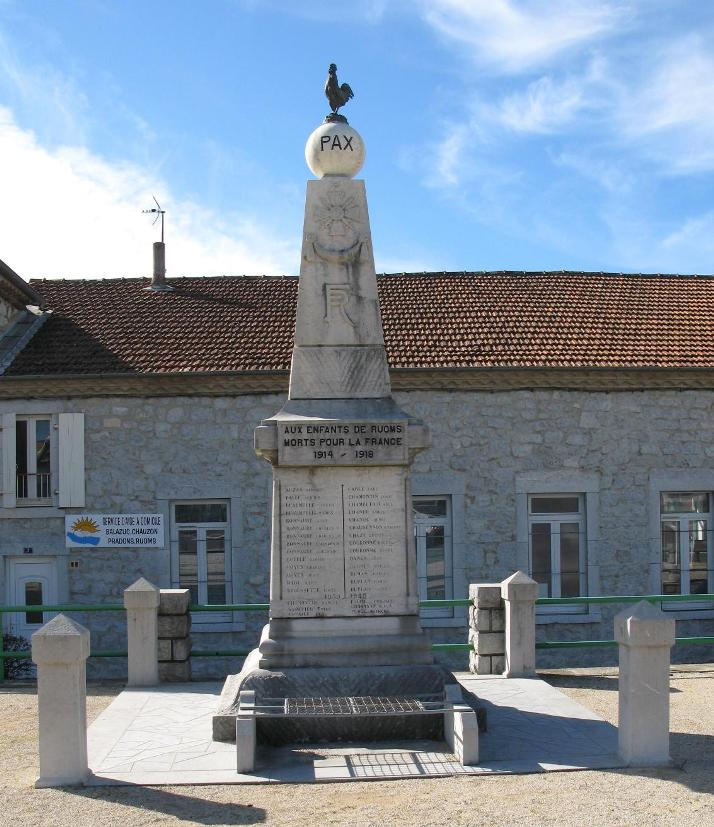
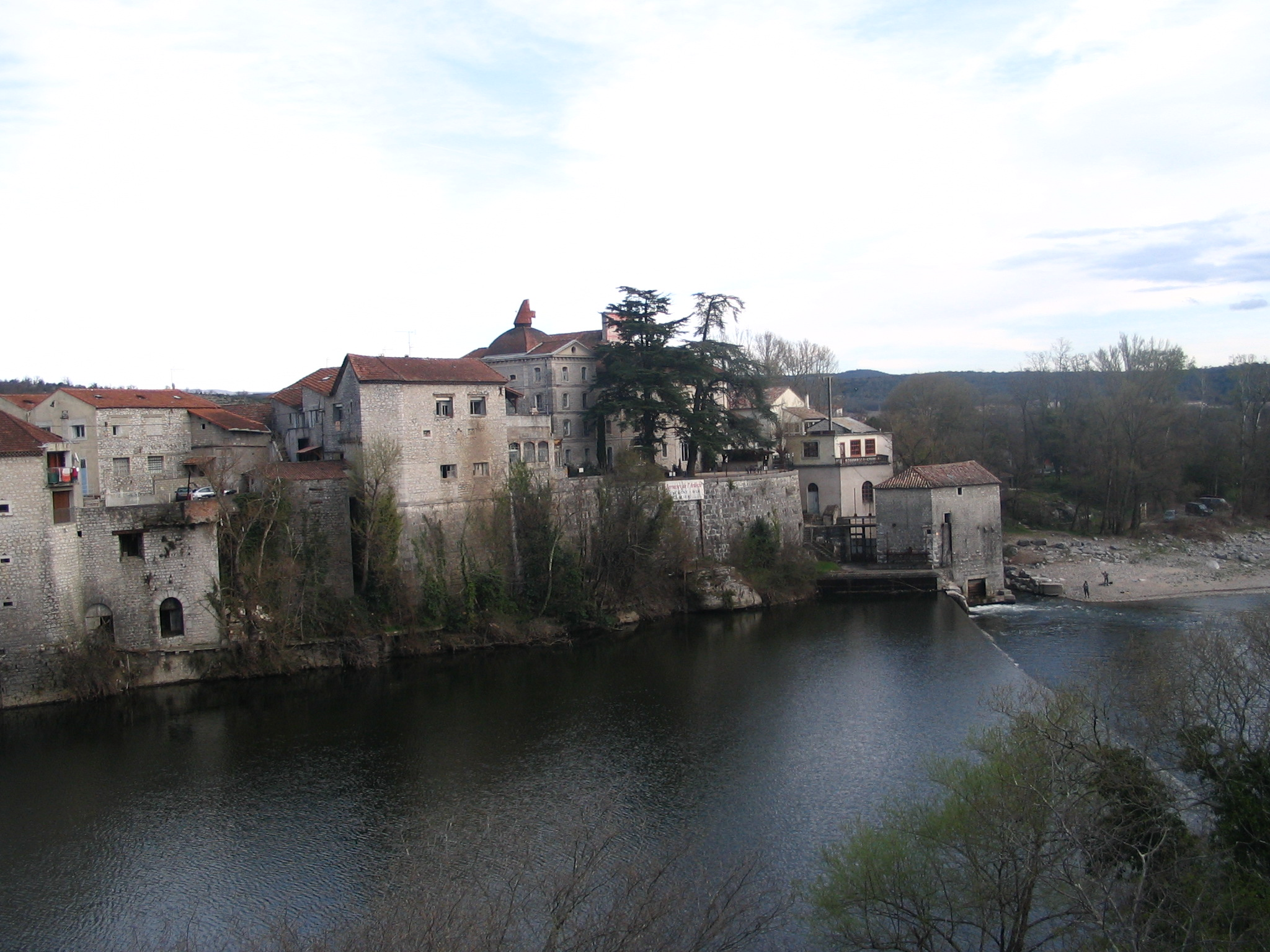
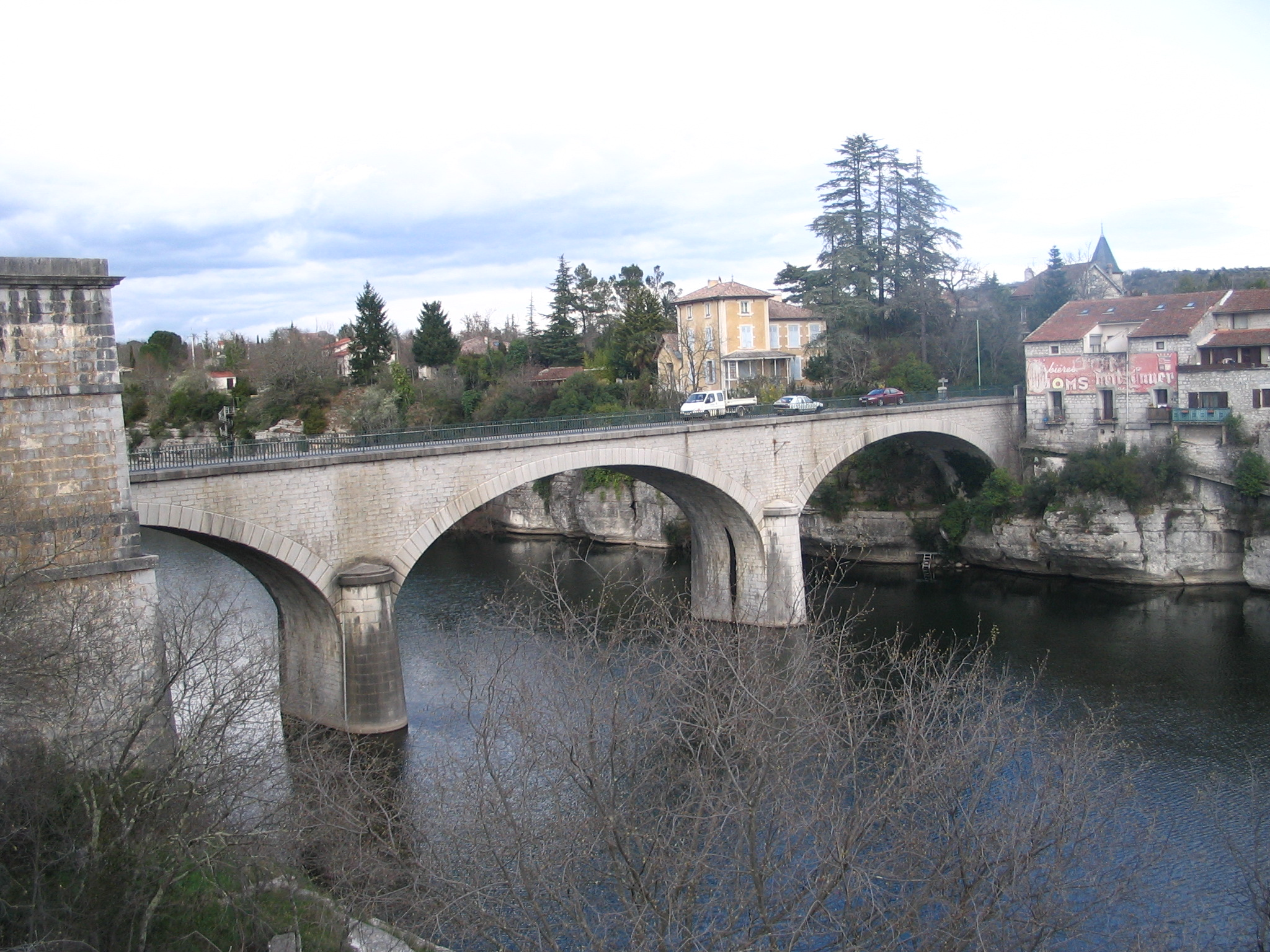